# Campus Oriente (Pontificia Universidad Católica de Chile)
El Campus Oriente de la Pontificia Universidad Católica de Chile es uno de los cuatro recintos universitarios de la casa de estudio en Santiago, ubicado en Av. Jaime Guzmán Errázuriz 3300 en la comuna de Providencia. El edificio es un antiguo convento de las Religiosas de los Sagrados Corazones que inició su construcción en 1926 y luego fue adquirido y ocupado por la Pontificia Universidad Católica de Chile a comienzos de los años 1970. Posee una superficie construida de 26 712 m² y 59 119 m² de terreno.

## Historia

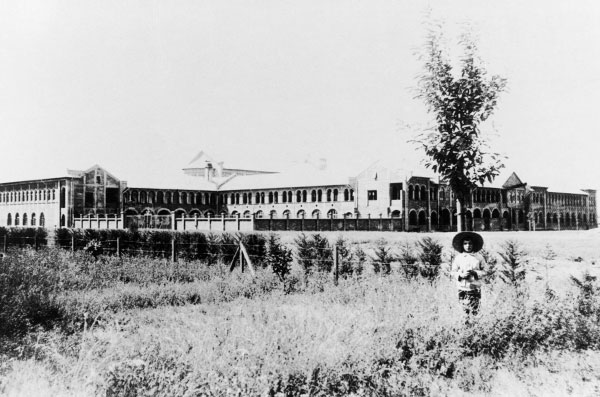
Edificios de Campus Oriente en 1936.

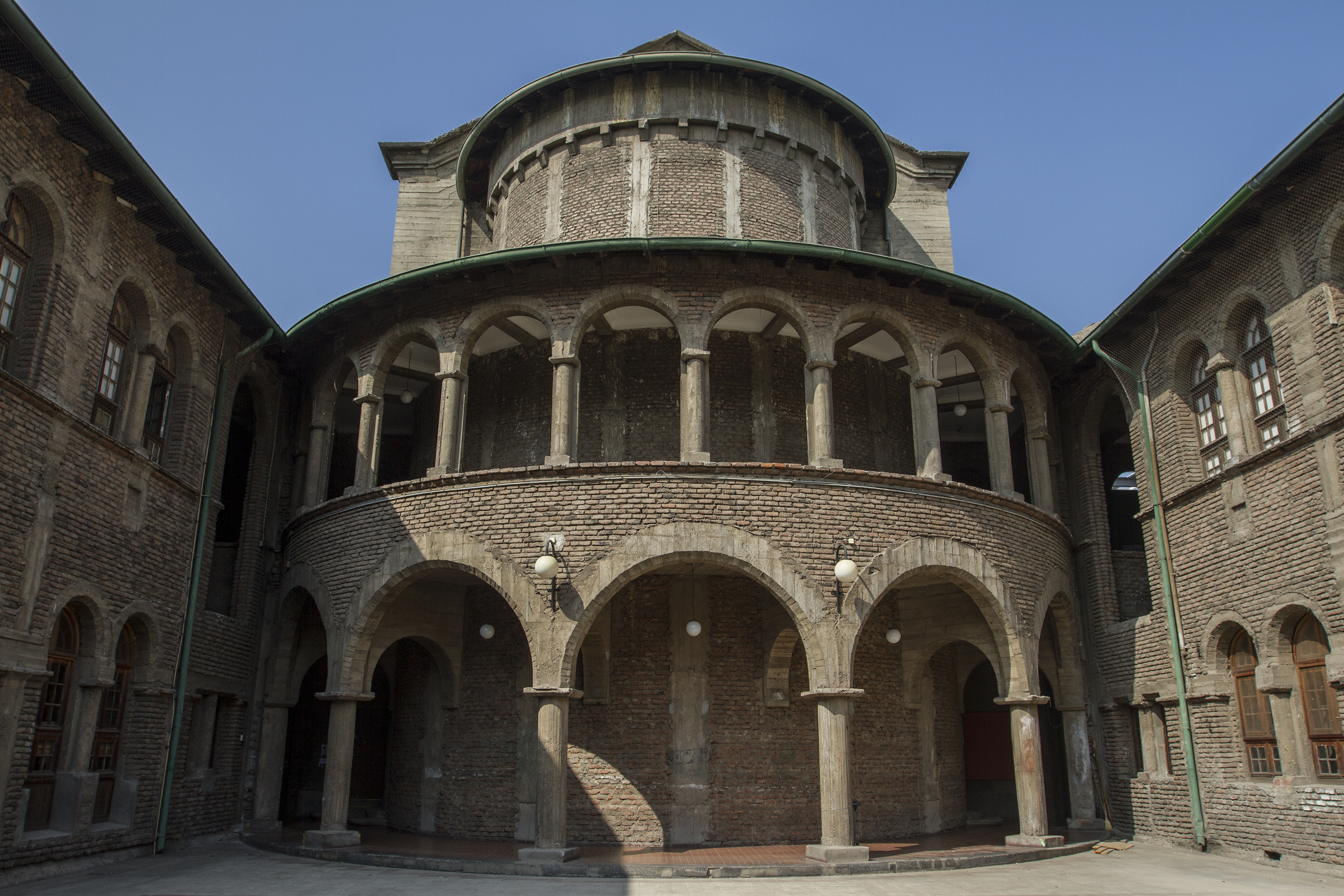
Vista exterior de la parte posterior del Templo de Campus Oriente.

El convento comenzó su construcción en la década de 1930 a cargo del arquitecto Juan Lyon Otaegui para la Congregación de la Monjas del Sagrado Corazón.
"Juan Lyon y Luis Azócar se hicieron cargo del diseño. Aprovecharon el proyecto de abadía que, un año antes, el joven Lyon había presentado para titularse de arquitecto en la UC".
Se construyó bajo un estilo neorrománico y hasta el día de hoy conserva las características de convento, con pasillos y escaleras amplias que desembocan en un patio central, con algunas modificaciones y construcciones anexas al edificio principal.
El colegio de las religiosas de los Sagrados Corazones fue de los primeros en instalarse en la zona Este de Santiago. Su construcción nunca se completó del todo puesto que nunca se edificaron dos bloques que se habían proyectado junto al acceso principal.
"El eje norte-sur conformado por el templo, separa la zona oriente de patios blandos y verdes -destinados al uso del convento-, del área poniente de patios duros (de pavimento), destinada al colegio".
Fue adquirido en 1971 por la Universidad Católica. En un principio se dictaban carreras del área humanista tales como Derecho, Periodismo, Educación, Teología, entre otras, que con el tiempo fueron migrando a otros campus de la universidad, como San Joaquín y Casa Central.
El 8 de junio de 1999 se creó la Facultad de Artes, agrupando a la Escuela de Arte (ubicada en el Campus Lo Contador), el Instituto de Música y la Escuela de Teatro. Finalmente en 2004 se unifican las tres unidades antes mencionadas gracias al financiamiento otorgado por un proyecto MECESUP, trasladando la Escuela de Arte a las dependencias del Campus Oriente.
El 1 de abril de 1991 el campus fue testigo del asesinato del entonces senador de la República y profesor de la Facultad de Derecho, Jaime Guzmán Errázuriz, por parte de miembros del Frente Patriótico Manuel Rodríguez. La calle de la entrada principal del Campus hoy lleva su nombre.

## Actualidad
En la actualidad, el Campus Oriente alberga, además del Instituto de Música y las Escuelas de Artes y Teatro, el Instituto de Estética (dependiente de la Facultad de Filosofía), donde se imparten las carreras de Estética, Actuación, Composición, Musicología, Dirección coral, Teoría y literatura musical, Interpretación musical y Licenciatura en Arte.
Además, desde el año 2016 Campus Oriente alberga la Unidad Académica de Pedagogía en Religión Católica, siendo esta carrera nueva y la única humanista que se imparte en el Campus.
Además, el campus abre sus puertas para todo público en el Día del Patrimonio Cultural, celebrado el último domingo de mayo.
En períodos de elecciones, el campus funciona como local de votación.
Durante los años 2016 y 2017 se inició un proyecto arquitectónico para "reforzar su carácter artístico-humanístico al incorporar más cursos de formación general, desarrollar la educación continua y eventos de carácter cultural y general". Durante 2018 se construirá un edificio junto a la fachada del campus que albergará una sala de usos múltiples, un auditorio, un laboratorio de computación, una cafetería y una zona para servicios generales.

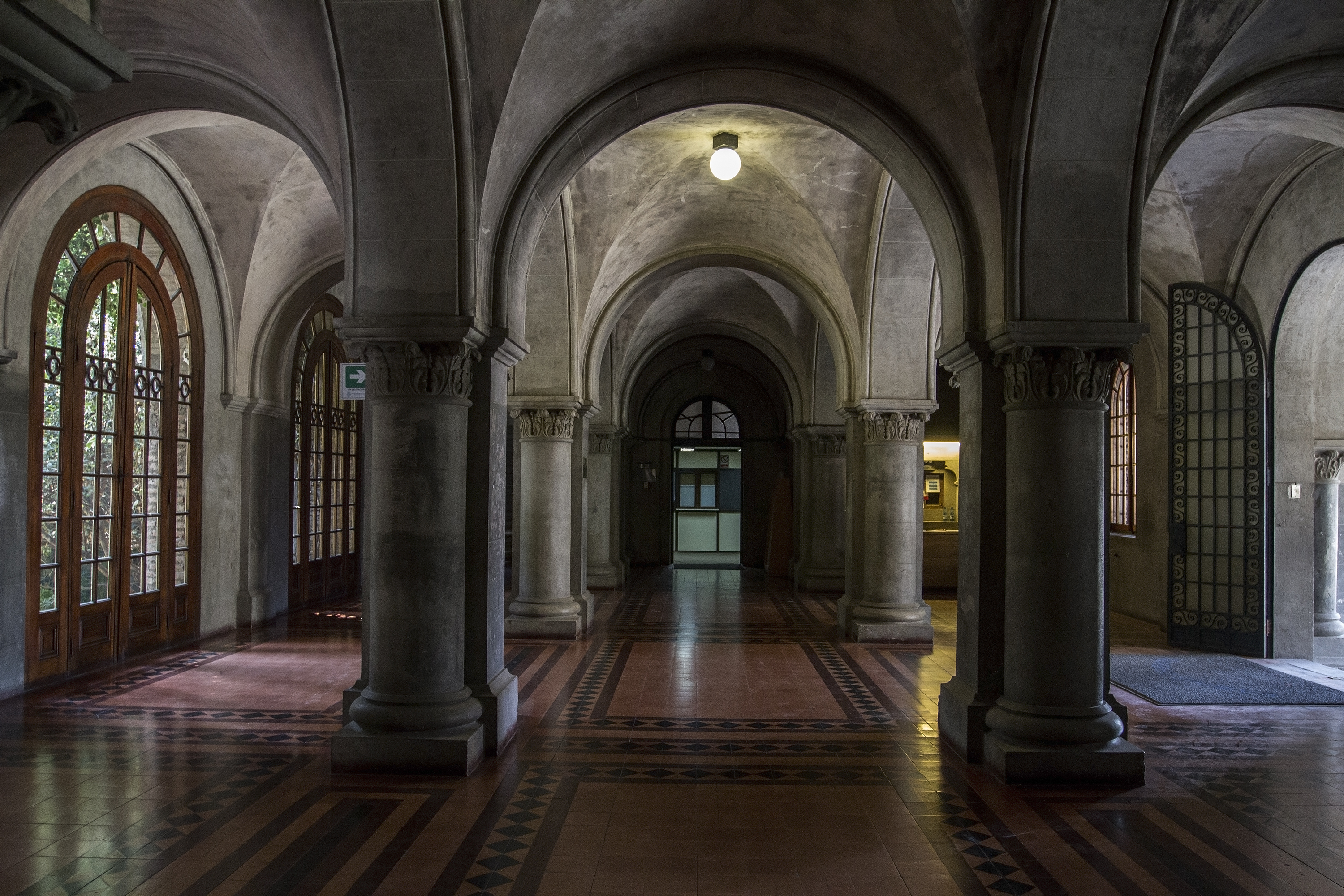
Vista interior del campus universitario

Para el año 2020, se espera una gran sorpresa para la comunidad. Con la culminación del edificio de Extensión Oriente, sala multiusos, foyer con escalera que conecta una gran plaza techada por una estructura de acero de alrededor 9 toneladas y 04 pilares de hormigón.

## Unidades Académicas
- Facultad de Artes (que reúne a Artes Visuales, Música y Teatro)
- Escuela de Arte
- Escuela de Teatro
- Instituto de Música
- Programa Magíster en Artes (Facultad de Artes)
- Instituto de Estética (Facultad de Filosofía)
- Pedagogía en Religión Católica

## Otras Unidades
- Biblioteca
- Preuniversitario
- Teleduc
- Centro UC para la Transformación Educativa
- Programa Universidad de California
- Programa Confucio
- Programa Centro de Estudios Internacionales
- Librería UC
- Pastoral UC
- Feuc
- Galería de Arte Macchina
- Sala Crisol
- Jardín Infantil
- Librería La Tala
- Servicio de Fotocopiado